# Estadio Guillermo Olagüe
El Estadio Municipal Guillermo Olagüe es el actual estadio del CF Gandía y el sucesor del Estadio del Bulevar y del estadio de Montduver.

## Historia
El campo del Montduver que durante veinte años sirvió de escenario para la celebración de grandes partidos, dejaría de usarse, igual como sucedió en su día con el Bulevar, su predecesor. Al campo de los primeros ascensos le sucedió el estadio Guillermo Olagüe, terreno de juego con césped y con una grada principal de diseño.
La idea de construir un nuevo rectángulo de juego, en el que pudiera jugar el CF Gandía empieza en junio de 1964. Primero tuvo que aceptar el médico estomatólogo de la ciudad, Guillermo Olagüe, el cargo de presidente del club. Esto pasó un mes después, en julio de 1964.
Tras idear diversos emplazamientos, entre ellos uno ubicado muy cerca del actual Polígono Alcodar, se llegó a la conclusión de que se tenía que comprar los terrenos de la llamada Alquería de los Moragues, dentro del casco urbano y también aislado de vecindades y delimitado por una barrera natural, el Río Serpis. Dichos terrenos se adquirieron por poco más de 7 millones de pesetas. Con las obras en marcha llegó el momento de pensar en el nombre del estadio como obligaba la federación. Se proponen varias alternativas con clara referencia valenciana: “Los Naranjales”, “La Barraca” y “La Senda del Mar”, a los que la Junta Directiva del equipo, añade otro más, el de su presidente “Guillermo Olagüe”. Al final, gana por 85% el nombre del presidente.
El estadio fue inaugurado en un encuentro de Liga de 3ª División contra el CD Acero, que finalizó con el resultado de empate a un gol. El autor del gol gandiense fue Carlos Zuazu en el minuto 5' del partido.
La capacidad del estadio inicialmente era de 4112 espectadores. En la primera remodelación del estadio, en la que se instalaron las primeras sillas de plástico, incrementó su capacidad a 4219. En las últimas reformas de 2010 se redujo la capacidad en la grada oeste (tribuna) en cerca de mil localidades, siendo su aforo total de 3259.
El mes de mayo de 2005 se inauguró el nuevo césped artificial del estadio. En diciembre del 2015 se renueva el césped artificial del estadio.
Durante los primeros años solo se podrían jugar los partidos utilizando la luz natural, hasta el verano de 1974 cuando entrarían en funcionamiento las torres de luz artificial lo que propició jugar partidos en horario nocturno. Los primeros que se disputaron fueron los correspondientes al trofeo Ciudad de Gandia.
- Datos: Q33120400